# Nerva (Huelva)
Nerva er en by og kommune i det sydvestlige Spanien i provinsen Huelva. Den har et indbyggertal på 5.073 (2024) indbyggere.